# Lipniak (Michów)
Pour les articles homonymes, voir Lipniak.
Lipniak (prononciation : [ˈlipɲak]) est un village polonais de la gmina de Michów dans le powiat de Lubartów de la voïvodie de Lublin dans l'est de la Pologne.
Il se situe à environ 21 kilomètres au nord-ouest de Lubartów (siège du powiat) et 39 kilomètres au nord-ouest de Lublin (capitale de la voïvodie).

## Histoire
De 1975 à 1998, le village est attaché administrativement à l'ancienne Voïvodie de Lublin.

Depuis 1999, il fait partie de la nouvelle voïvodie de Lublin.